# Stoob
Stoob (ungerska: Csáva, kroatiska: Štuma)  är en ort och kommun i Österrike. Den ligger i distriktet Oberpullendorf i förbundslandet Burgenland, i den östra delen av landet, 80 km söder om huvudstaden Wien. 